# Marc di Napoli
Pour l’article homonyme, voir Di Napoli.
Marc di Napoli, né le 28 mai 1953 à Paris, est un artiste peintre et acteur français.

## Théâtre
- Printemps du théâtre : mai 2018
- Carré d'Art de Elven - Morbihan : Phèdre de Jean Racine - Cie Instant(s)

Théâtres Paris et Province

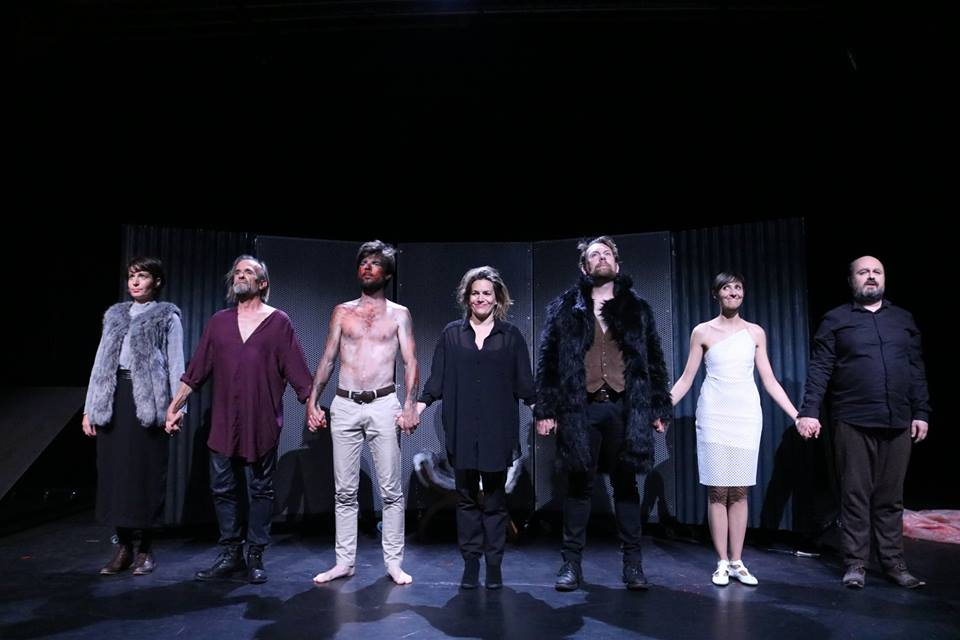

- La péniche Cie Le Parvis - Crypte de l'église Saint-Sulpice - Paris - oct.nov.décembre 2014
- Insularis Cie Le Parvis - Théâtre Paul Rey de l'île St Louis - Paris - oct.nov.décembre 2012
- 1h14 Cie Le Parvis - Crypte de l'église Saint-Sulpice - Paris - oct.nov.décembre 2010
- Corcovaël Cie Le Parvis - Paris - Quimper - Concarneau. 2006/2007

Théâtres de province
- Incidents à Vichy d'Arthur Miller - les Tréteaux de France compagnie Sacha Pitoëff - 1972/1973

Comédie-Française 1966/1968
- Mon père avait raison de Sacha Guitry (tournée Comédie Française), mise en scène Maurice Escande
- Le petit Prince et vol de nuit de Antoine de Saint-Exupéry - 1966, soirée de gala avec la troupe du Français (rôle du petit Prince)
- La Reine morte - 1967 de Henry de Montherlant, mise en scène de l'auteur
- Cyrano de Bergerac de Edmond Rostand - 1967, mise en scène Jacques Charon
- Crime et châtiment de Fiodor Dostoïevski - 1967, mise en scène Michel Vitold

Théâtre de l'Odéon  (1967/1968) - troupe Renaud-Barrault
- Il faut passer par les nuages de François Billetdoux, mise en scène de Jean-Louis Barrault
- Numance de Cervantès - 1965

Théâtre Montansier de Versailles, 1967
- Macbeth de William Shakespeare, mise en scène de Claude Chabrol

### T.N.P de Paris (1963/1964)
- La Vie de Galilée de Bertolt Brecht
- Les Lumières de Bohème - mise en scène de Jean Vilar et de Georges Wilson

## Filmographie
- 1969 : Les Aventures de Tom Sawyer (de), de Wolfgang Liebeneiner (TV) : Huckleberry Finn
- 1969 : Que la bête meure, de Claude Chabrol : Philippe Decourt
- 1969 : Mauregard, de Claude de Givray (TV) : Clément
- 1969 : Les Galapiats, de Pierre Gaspard-Huit (TV) : Cow-Boy
- 1972 : Les Gens de Mogador, de Robert Mazoyer (TV) : Laurent Vernet
- 1974 : Deux ans de vacances de Gilles Grangier (TV) : Doniphan Weldon
- 1977 : La Famille Cigale de Jean Pignol et Gérard Sire (TV) : Pierre Lavelanet